# Elita 5
Elita 5 ist eine albanische Pop-Rock-Band aus der nordmazedonischen Stadt Tetovo.

## Geschichte
Die Band wurde in den 1990er Jahren in Tetovo gegründet und erlangte durch Songs wie Bardh e Zi, Al Kapone, Faleminderit und Sajzeza großen Ruhm. Während der 1990er Jahre war Elita 5 neben weiteren Pop-Rock-Bands aus dem Kosovo und Albanien die erfolgreichste Band und Künstlergruppe in der albanischen Musikszene, dessen Songtexte von vielen Jugendlichen auswendig gelernt wurden.
Seit dem letzten Song Çmendem aus dem Jahr 2007, aber schon vorher seit dem letzten Album Bardh e Zi von 2004, verlor die Band langsam an Bedeutung und geriet ein bisschen in Vergessenheit. Nicht zuletzt durch die albanischen Newcomer vor allem im Bereich Hip-Hop, R&B, Pop und Dance wie Dafina Zeqiri, Elvana Gjata, Altuna Sejdiu, Flori Mumajesi, Noizy und andere, welche die „Neunziger-Interpreten“ verdrängten, darunter neben Elita 5 vor allem auch Etno Engjujt, Eliza Hoxha, Fisnikët, Genta Ismajli und Adelina Ismajli zählten.
Die Band griff in ihren Songs auch Elemente des Blues und R&B auf.
Zu den Bandmitgliedern zählen der Sänger Arif Ziberi, der Gitarrist Mevaip Mustafi, der Schlagzeugspieler Besim Ibraimi, der Bassist Agron Idrizi und der Produzent, Songwriter und Gründer Nexhat Mujovi, der auch als „Wirusi“ / „Virusi“ bekannt ist.
Elita 5 verdankt seine Erfolge vor allem den drei Hauptalben. In den letzten Jahren sind vor allem Singles entstanden, so 2007 Çmendem (Ich werde verrückt), 2011 Nuk jam diktator (Ich bin kein Diktator) und 2012 Dëgjo (Höre zu).
2014 ist das neue Album erschienen, das letzte, Bardh e zi, wurde 2004 veröffentlicht. Das neue Album heißt Mohikani I Fundit.

## Name
Die bei der Bandgründung geborene Tochter von Arif Ziberi, wurde Elita getauft. Aus diesem Namen und der Anzahl der Bandmitglieder resultierte dann der Name der Band Elita 5.

## Diskografie

### Alben
- Elita 5 R*c (1990)
- Nuk jam Al Kapone (1992)
- Fol vetëm fol (1995)
- Si Merlin Monro (1997)
- Vetëm Për Ju (2002)
- Bardh E Zi (2004)
- Mohikani I Fundit (2014)

### Singles
- Çmendem (2007)
- Shqipëria Po Ndryshon! (Wahlkampfparole der Demokratischen Partei Albaniens für die Parlamentswahlen in Albanien 2009)
- Nuk jam diktator (2011)
- Dëgjo (2012)